# Манастир Драгомирна
Манастир Драгомирна је манастир Сучавске и Радаутске архиепископије Румунске православне цркве, који се налази у селу Драгомирна, округ Сучава у Румунији. 
Повезан са животом и радом митрополита Анастасијa Кримке и основан је почетком 17. века. Манастирска црква је јединствена у Румунији због своје необичне величине. Ово је највиша и најужа црква икада подигнута на влашко-молдавским земљама. Зидови манастира нису осликани, већ украшени каменорезима.
Међу ктиторима који су много помогли у изградњи манастира је и Мирон Барновски. У мају 1653. године, манастир су опљачкали и спалили козаци Тимоша Хмељницког. Према запису на зидовима портала, 2. октобра 1758. године, манастир су опљачкали Татари. 31. августа 1763. године у манастир се настанио Пајсије Величковски. Руска царица Катарина Велика поклонила је манастиру 1767. године кристални лустер, који је данас изложен у једној од сала манастирског музеја, као и велико звоно под називом Запорожје, тешко више од 1.100 килограма, које се чува у звоник манастира.